# Golan Heights Winery
Golan Heights Winery (івр. יקבי רמת הגולן) — ізраїльська винярня, розташована в ізраїльському поселенні Кацрін на Голанських висотах. Це третя за величиною винярня в Ізраїлі. У 2012 році журнал Wine Enthusiast назвав Golan Heights Winery винярнею року в Новому Світі.

## Історія
Винярня Голанських висот знаходиться у спільній власності восьми ізраїльських поселень — мошавів та кібуців, які також постачають виноград. Перший врожай був випущений у 1984 році. Виробництво у 2008 році досягло 6 мільйонів пляшок на рік, 30% з яких було експортовано.
Golan Heights Winery випускає продукцію під брендами Golan, Yarden і Gamla і є материнською компанією галілейської винярні Galil Mountain Winery. Виноград для Golan постачається з шістнадцяти виноградників на Голанських висотах та одного виноградника у Верхній Галілеї. Головний винороб — уродженець Напи Віктор Шенфельд.

## Галерея

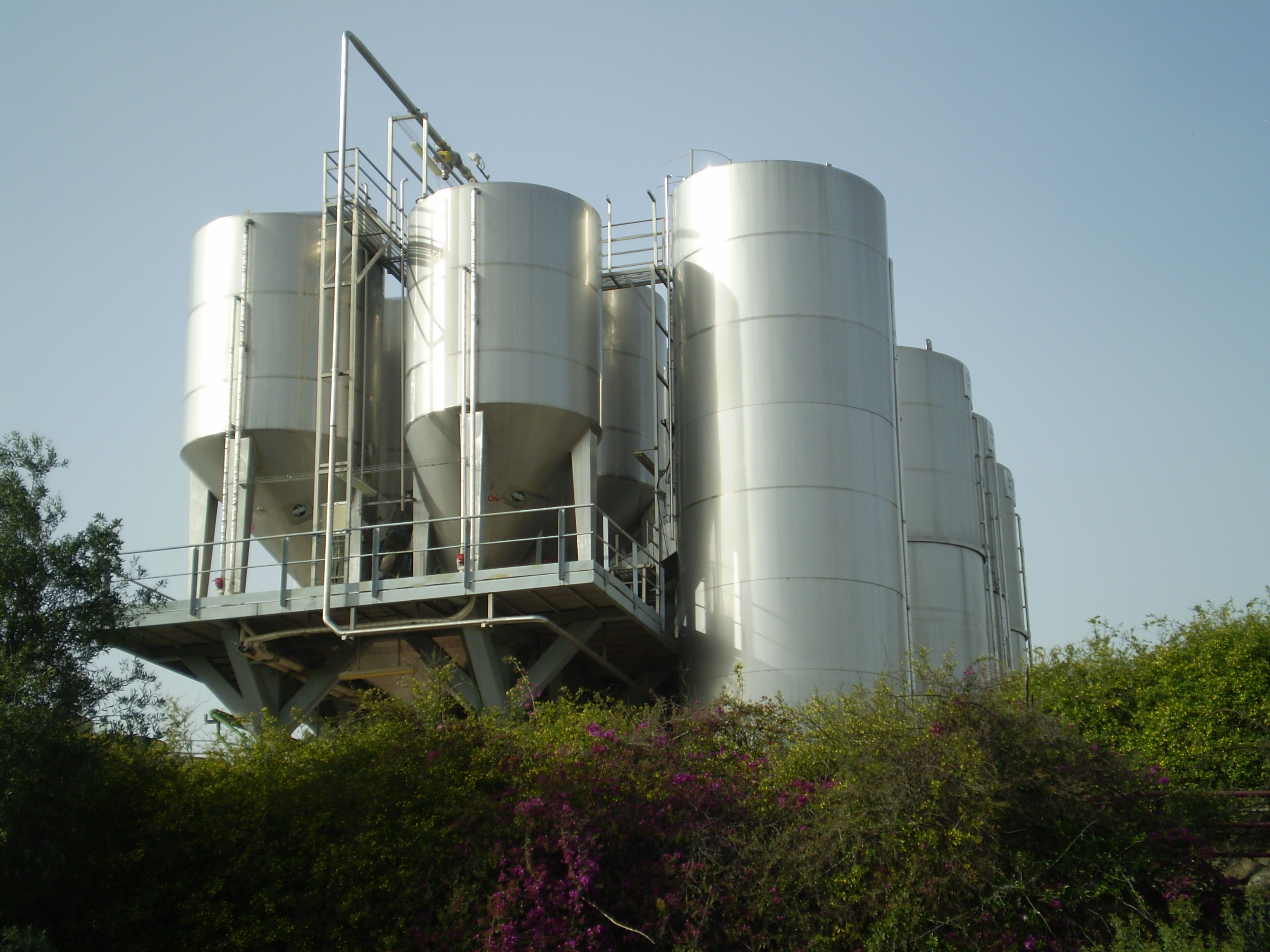
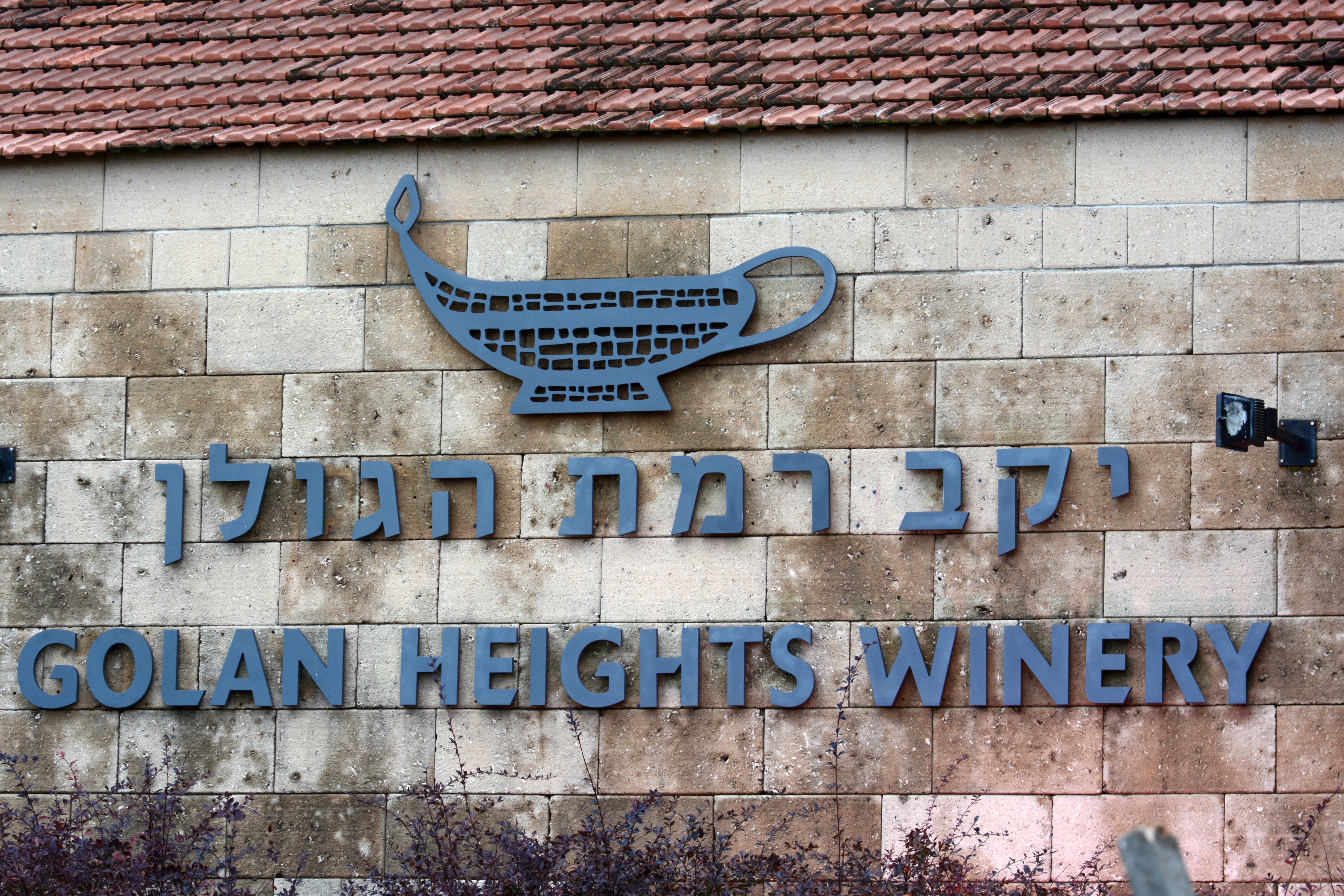
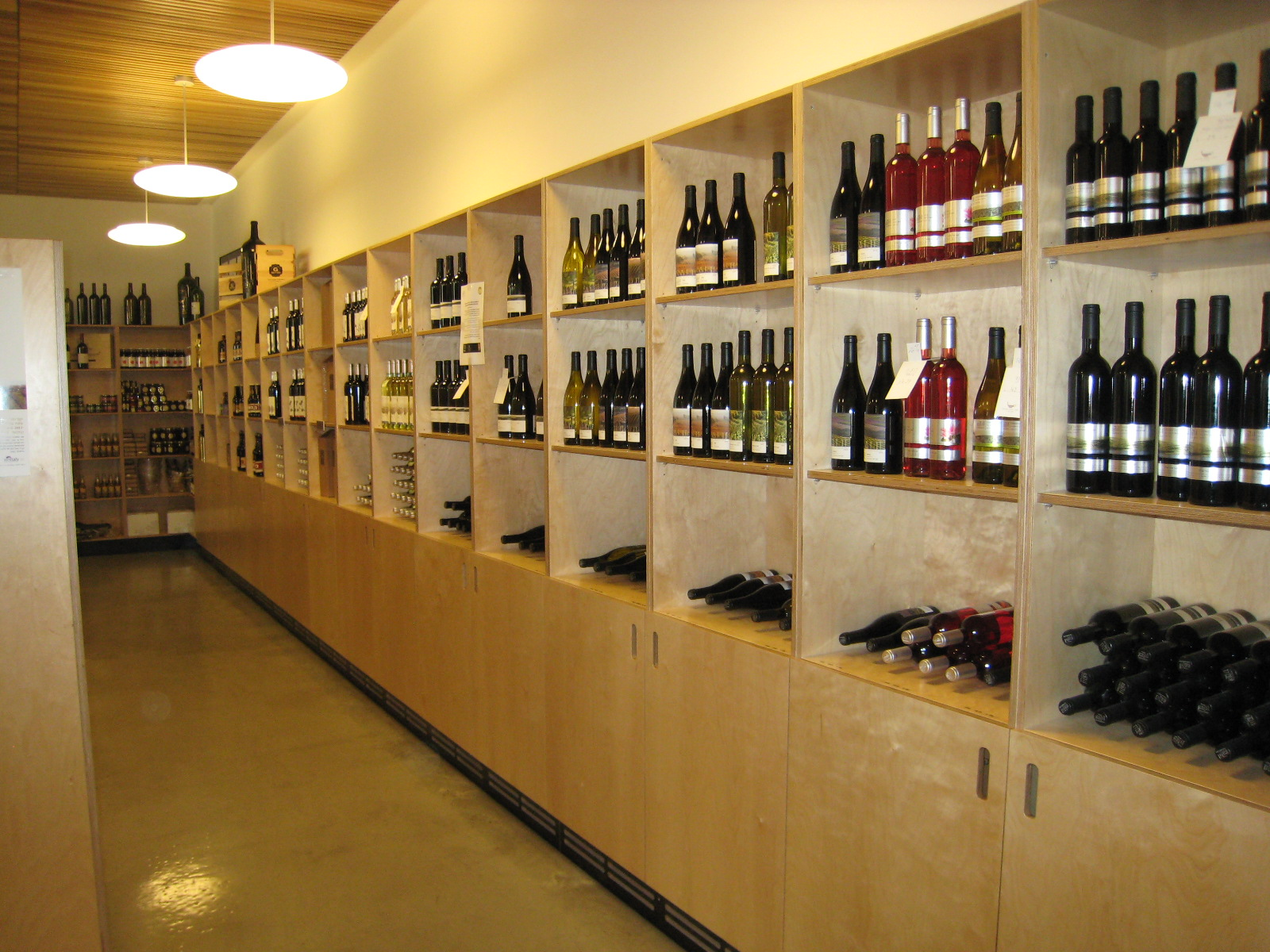
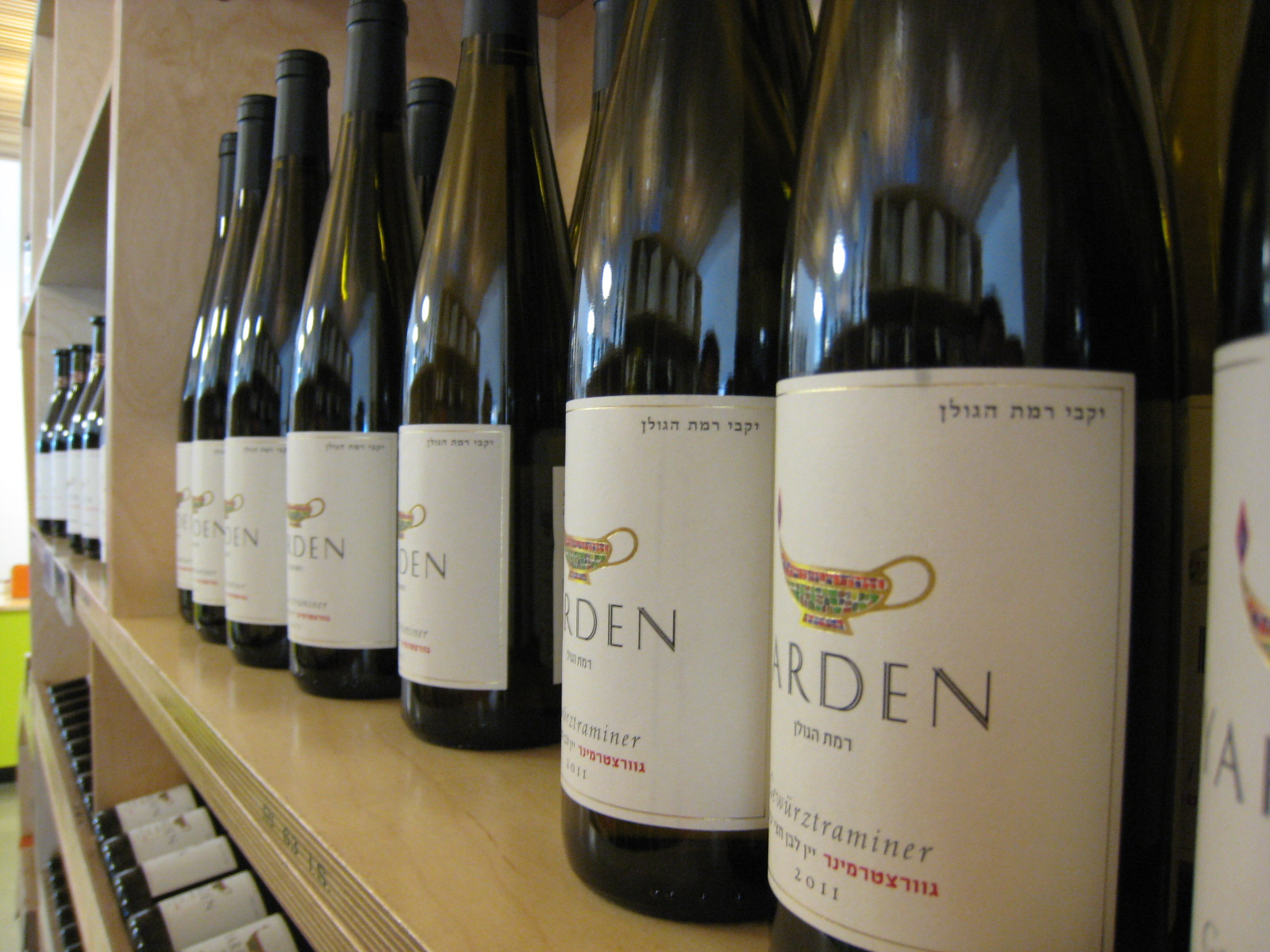
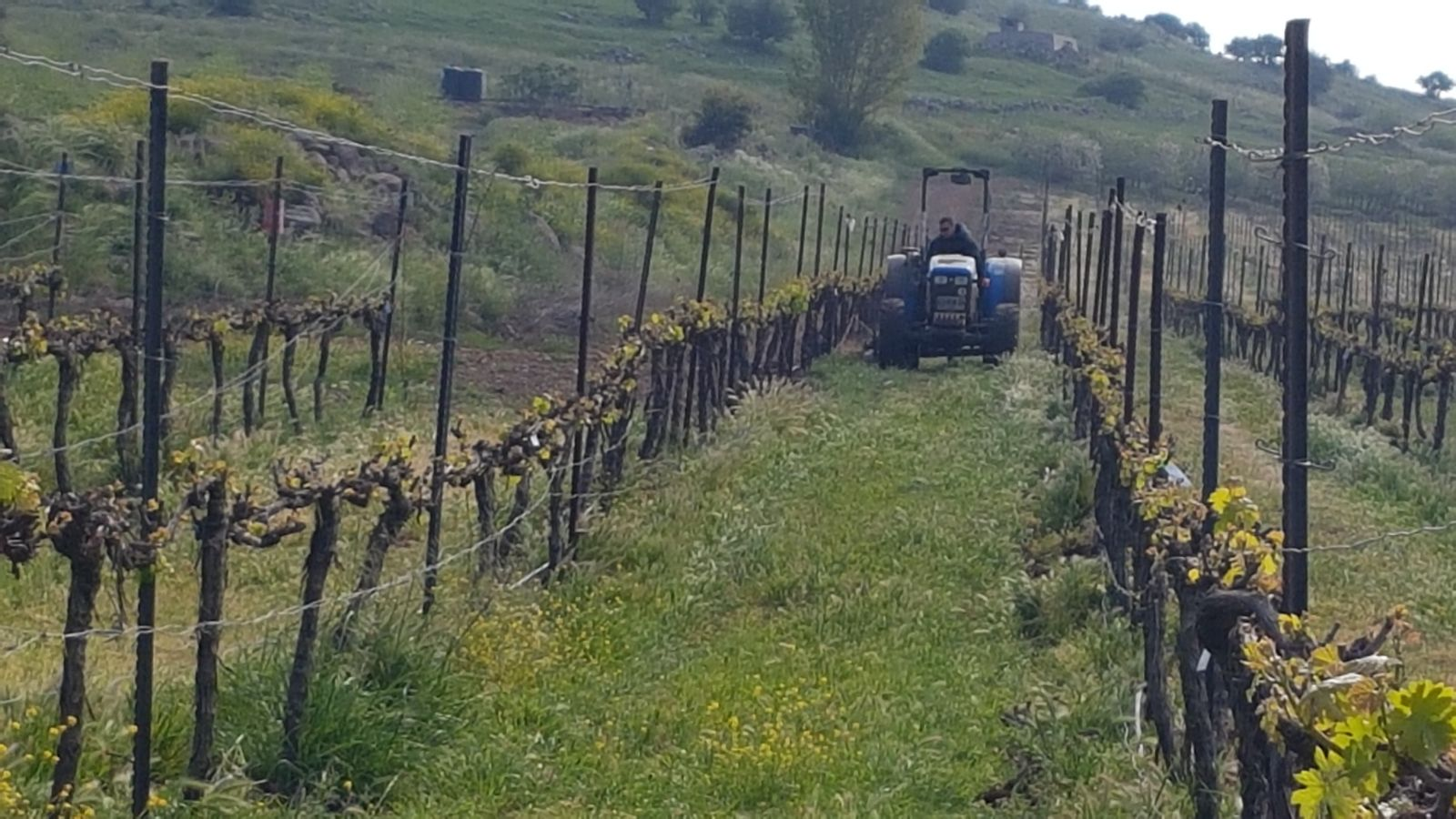
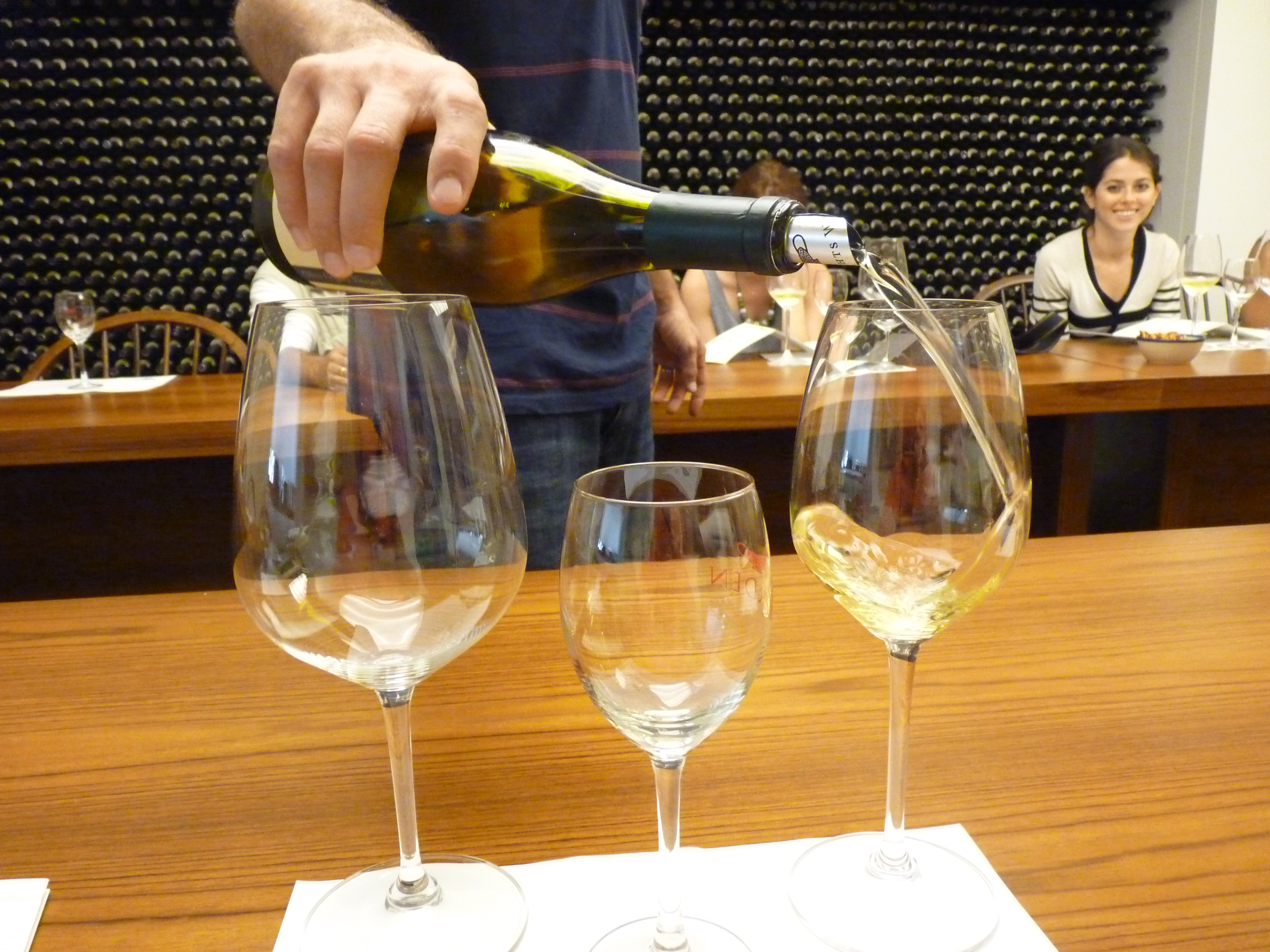

## Нагороди
Винярня отримала світове визнання та нагороди на найпрестижніших фестивалях, включаючи винні виставки у Франції.
Винярня Голанських висот була визнана кращою іноземною винярнею на міжнародному конкурсі Prague Trophy 2008. На церемонії 16 січня 2009 року винярня отримала нагороду, завоювавши сім медалей на конкурсі. У 2011 році Golan Heights Winery отримала спеціальну нагороду Gran Vinitaly як найкращий виробник вина на 19-му Міжнародному конкурсі вина Vinitaly в Італії. Винярня отримала дві великі золоті медалі за органічне вино 2009 року Yard Chardonnay Odem та вино 2008 року Yard HeightsWine. Вино 2004 року Yard Cabernet Sauvignon стало першим ізраїльським вином, яке потрапило до списку 100 найкращих вин за версією Wine Spectator.